# Castiarina gravis
Castiarina gravis es una especie de escarabajo del género Castiarina, familia Buprestidae. Fue descrita científicamente por Harold en 1869.